# Mor ve Ötesi
Mor ve Ötesi is een Turkse band die in 1995 is opgericht.

## Biografie
Mor ve Ötesi startte in 1995 en bereikte pas bekendheid in 2004 met het vierde studioalbum Dünya Yalan Söylüyor.
De band is vooral bekend vanwege diens deelname aan het Eurovisiesongfestival 2008. In de Servische hoofdstad Belgrado vertegenwoordigde Mor ve Ötesi Turkije met het nummer Deli. De band wist de halve finale te overleven, en eindigde in de finale op de zevende plaats.
Veel van de teksten in de muziek zijn gericht rond sociale en politieke themas. De band ontving een Golden Orange Award tijdens het Filmfestival in Antalya in 2004 voor hun single "Bir Derdim Var".
De bandnaam is een speling op het Turkse woord morötesi, dat ultraviolet betekent.

## Discografie

### Studioalbums
- Şehir (1996)
- Bırak Zaman Aksın (1999)
- Gül Kendine (2001)
- Dünya Yalan Söylüyor (2004)
- Büyük Düşler (2006)
- Başıbozuk (2008)
- Masumiyetin Ziyan Olmaz (2010)
- Güneşi Beklerken (2012)
- Harbiye Açıkhava (Canlı Senfonik) (2020, live-album)
- Sirenler (2022)

### Singles
- "Yaz" (2002)
- "Deli (Eurovision 08)" (2008)
- "Loveliest Mistake" (2010)
- "Sev Beni" (2011)
- "Anlatamıyorum" (2016)
- "Melekler Ölmez" (2016)
- "Sultan-ı Yegâh" (2018)
- "Forsa" (2021)
- "Dünyaya Bedel" (2021)